# Jean Piaget-universitetet på Kap Verde
Universidade de Jean Piaget de Cabo Verde (portugisiska:  Universidade de Jean Piaget de Cabo Verde är ett kapverdiskt universitet i Praia på Santiago, med en avdelning i Mindelo på São Vicente. Fram till läsåret 2007-2008 var det Kap Verdes enda universitet. Geografiskt är det det västligaste universitetet i Afrika. Campus ligger i den nordvästliga delen av Praia. Universitetet är uppkallat efter den schweiziske filosofen Jean Piaget.